# ایرلندی نخستین

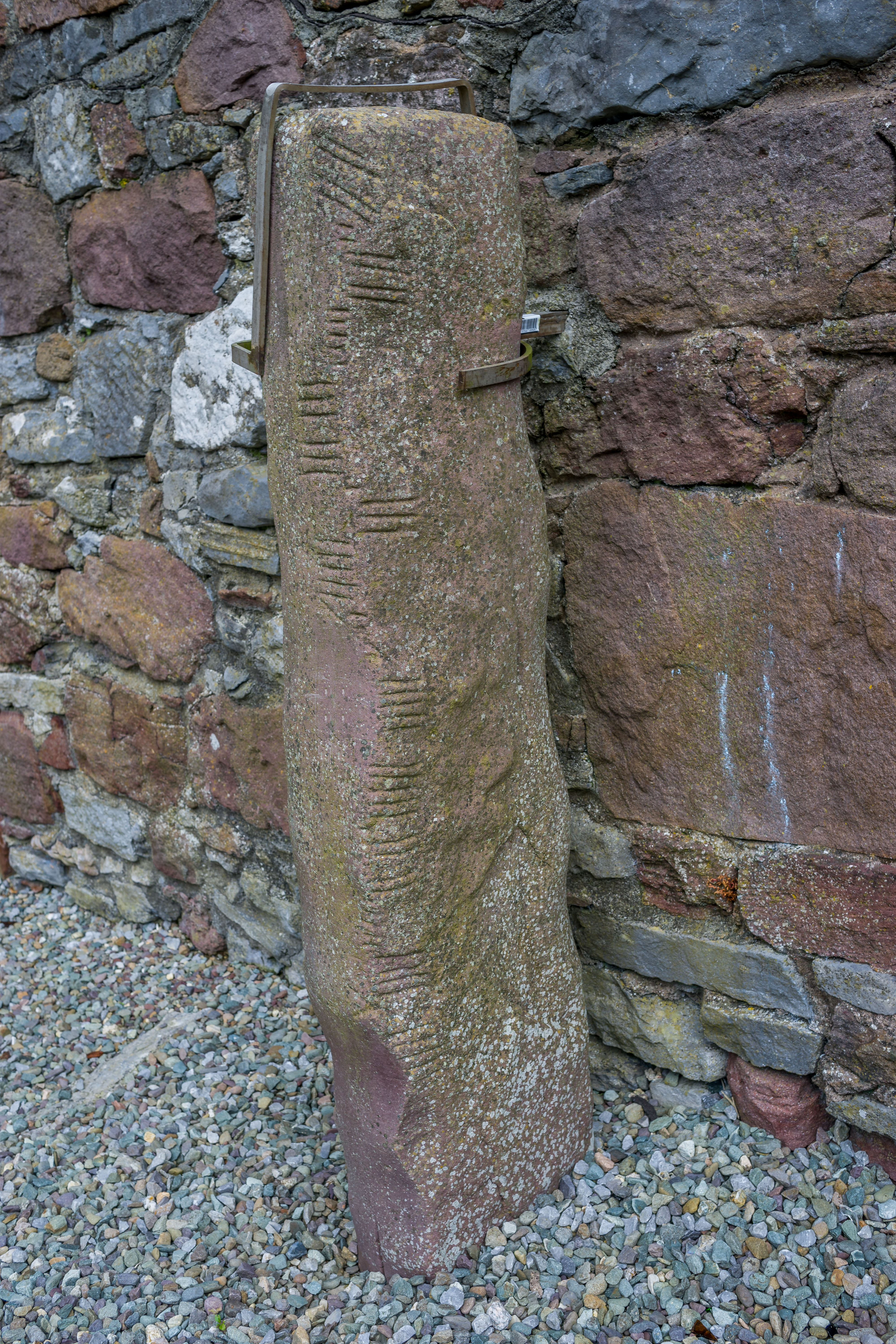
سنگ نوشته های قرن چهارم

ایرلندی نخستین یا ایرلندی باستانی (ایرلندی: Gaeilge Ársa) قدیمی‌ترین شکل شناخته شده زبان‌های گیلیک‌تبار است. این را تنها براساس قطعاتی که، بیشتر نامهای شخصی، در حدود قرن چهارم تا هفتم یا هشتم با الفبای اوگام بر روی سنگ نوشته شده‌است، شناخته می‌شود.